# Jeugdbond voor Natuur en Milieu
De Jeugdbond voor Natuur en Milieu, meestal JNM genoemd, is een Vlaamse en Brusselse jeugdbeweging voor en door jongeren van 7 tot en met 26 jaar, die geïnteresseerd zijn in alles wat met natuur en milieu te maken heeft.
De organisatie is in 1983 ontstaan uit een fusie van De Wielewaaljongeren en de Belgische Jeugdbond voor Natuurstudie (BJN), die zijn oorsprong had als Belgische afdeling van de Nederlandse Jeugdbond voor Natuurstudie (NJN). Tot januari 2005 heette de JNM voluit 'Jeugdbond voor Natuurstudie en Milieubescherming'. Het weglaten van 'studie' en 'bescherming' moest ervoor zorgen dat mensen zich minder vlug lieten afschrikken door de naam en het liet ook direct weten dat het de JNM om meer dan alleen 'studie' en 'bescherming' gaat.

## Algemeen
JNM werkt op lokaal niveau, met meer dan vijftig autonome afdelingen in Vlaanderen en Brussel. De bond heeft ook een overkoepelend nationaal platform, waar ook activiteiten kunnen worden georganiseerd. JNM houdt elke zomer voor alle leden een zestigtal kampen waar de jongeren zich kunnen uitleven in de natuur, natuur bestuderen, bewerken of actie voeren voor een beter leefmilieu. In het midden van deze kampenzomer valt ook het Zomercongres, waarmee de Nationale koepel haar werkjaar afsluit en waarop een nieuw hoofdbestuur wordt gekozen.
JNM is als milieubeweging lid van Bond Beter Leefmilieu (BBL), de koepelvereniging voor alle milieuorganisaties in Vlaanderen en Brussel. Als jeugdwerkorganisatie is JNM lid van de Ambrassade, bureau voor jonge zaken en koepelvereniging van het Vlaamse jeugdwerk. JNM heeft ook een zeer sterke samenwerking met Natuurpunt.
De Nederlandse tegenhangers van de JNM zijn voor wat betreft natuurstudie de Nederlandse Jeugdbond voor Natuurstudie (NJN) en de Jeugdbond voor Natuur- en Milieustudie (JNM), en voor wat betreft natuurbeheer en milieueducatie voor en door jongeren Woesteland.

## Ontstaan
JNM is ontstaan uit De Belgische Jeugdbond voor Natuurstudie (BJN) en De Wielewaaljongeren.
De BJN ontstond uit de Nederlandse Jeugdbond voor natuurstudie (NJN). In 1939 waren er reeds actieve NJN'ers in Gent, maar dat was slechts van korte duur. Want tijdens de tweede wereldoorlog kwam er al snel een verbod. In 1949 kwam er een nieuwe poging om de NJN te herrijzen. In Antwerpen ontstond een actieve afdeling rond het atheneum in Deurne. Maar ook dit viel stil na een jaar, omdat de leden gingen studeren in Gent. Pas in 1954 kwam er een nieuwe poging in Antwerpen. Ditmaal met succes. Er volgde een bescheiden maar gestage groei in NJN afdelingen in België.
In 1956 werd de 'International Youth Federation' (IYF) opgericht. Een internationale jongerenorganisatie gefocust op natuurstudie en natuurbehoud. De NJN kreeg een zetel in deze federatie. Om meer invloed te hebben, zette de NJN druk op hun Belgische afdelingen om een zelfstandige jeugdbond te vormen, en zo hopelijk een aparte zetel te krijgen. In 1958 besloot afdeling Antwerpen om regelmatig verslag uit te brengen en algemene vergaderingen te organiseren om hun prestaties te evalueren en meer zelfstandig te worden. Hiermee werd de Belgische jeugdbond opgericht. In 1959 werd vervolgens de BJN statutair opgericht. De BJN werd volledig geleid door jongeren tot 23 jaar. In tegenstelling tot andere Belgische jeugdbewegingen waren jongens en meisjes niet gescheiden.
De Wielewaal, begon met een jongerenwerking in 1967. Toen was het slechts een jeugdafdeling gevestigd in het Wielewaal-hoofdkwartier en de administatie was nog in handen van de volwassenenwerking.
De eerste vraag om een fusie tussen de jongerenafdeling van De Wielewaal en de BJN kwam in 1970. De Wielewaaljongeren waren echter nog te afhankelijk van De Wielewaal om een definitieve breuk te maken. De komende jaren zette De Wielewaaljongeren zich verder af van De Wielewaal. Voornamelijk was dit omdat ze hun interesse wilden uitbreiden. De Wielewaal was voornamelijk vogels gericht. De jongeren wilden zich op alle dieren richten en zich ook bezighouden met natuurbeheer en milieu.
In 1981, kwam er een nieuw initiatief voor een fusie. De Wielewaal jongeren hadden op dat moment weinig materiaal en financiele middelen. De BJN had vooral een dalend ledenaantal en slechte financiën. Een fusie zou soelaas kunnen bieden. Er kwam een proefperiode van een jaar om te kijken of een samenwerking zou kunnen. Uiteindelijk kwam het in 1983 tot een officiële fusie en JNM was geboren.
Deze fusie inspireerde ook de volwassen organisaties van natuurreservaten en De Wielewaal om in 2001 te fusioneren tot Natuurpunt.

## Natuurstudie
JNM en zijn voorlopers hebben verschillende nationale natuurstudiewerkgroepen gehad. Zo was er de plantenwerkgroep, de vogelwerkgroep, de insectenwerkgroep (later vieze beestjes werkgroep), de strandwerkgroep, de amfibieënwerkgroep en de zoogdierenwerkgroep. In 2006 fuseerden de verschillende werkgroepen tot de natuurstudiewerkgroep. Door de jaren hebben deze groepen bijgedragen aan verschillende nationale natuurstudieprojecten.

##### Kerkuilenproject
In 1980 startte de vogelwerkgroep het Kerkuilenproject op. Dit project draagt bij aan de inventarisatie en studie van kerkuilen. Maar het ging ook over het behoud en bescherming van de kerkuil. Leden werden opgetrommeld om nestkasten te maken, op te hangen en te controleren. Het project was dusdanig succesvol dat het in 1983 een eigen leven kreeg, buiten de JNM als een onafhankelijke werkgroep.

##### Hamsterproject
In 1994 richtte de ZWG een volwaardig hamsterproject op. Het project toonde aan dat er nog steeds hamsters voorkwamen in Riemst/Tongeren en Bertem. Later werd dit project overgenomen door De Wielewaal. Maar ook het ANB, toen nog Afdeling Natuur van de Vlaamse Gemeenschap, begon hierdoor meer aandacht te geven aan de bescherming van de hamster.

##### Veldornithologsche jaarboeken en atlassen
In 1979 begon de vogelwerkgroep met het jaarlijks uitbrengen van een ornithologisch jaarboek van Noord-West-Vlaanderen. Dit werd tien jaar volgehouden. In 1985 kwam er een veldornithologisch jaarboek van het gewest Gent en Kanaalzone. Een jaar later kwam er een broedvogelatlas van deze regio. Kort na de eeuwwisseling was JNM ook een van de partners van de broedvogelatlas.

##### Zoogdieren atlas
In 1986 en 1997 verschenen de zoogdieren verspreidingsatlassen, dit waren inventarisatieprojecten over heel Vlaanderen. In 2000 kwam er nog een vervolg in samenwerking met De Wielewaal en de vleermuizenwerkgroep van natuurreservaten.

##### Andere verspreidingsatlassen en publicaties
Samen met de libellenwerkgroep Gomphus kwam er in 1986 en 1990 een verspreidingsatlas van libellen. Samen met stichting leefmilieu bracht JNM, in 1991, het boek macro-invertebraten en waterkwaliteit uit. Een lieveheersbeestjes verspreidingsatlas kwam er in samenwerking met de Waalse tegenhanger J&N. In 2010 droeg JNM bij aan de spinnen atlas. In 2023, bracht JNM een pocket veld-gids uit. Dit boek had tot doel om op een laagdrempelige manier een basis van natuurstudie mee te geven.

## Natuurbeheer
Buiten milieu en natuur is (natuur)beheer een belangrijke pijler van JNM. Zo engageert JNM zich al sinds 1979 voor het beheer van de Sint-Pietersberg. Dit was begonnen na een excursie in Heyoule, gelegen in het Waalse gedeelte van de Sint-Pietersberg. Hier kwamen de jeugdbonders in contact met Charles Tihon. Een pionier van het natuurbehoud op de Sint-Pietersberg, echter was hij alleen niet in staat dit gebied te onderhouden. Daarom werd er beslist om er een terugkerend beheerkamp te houden. Begin jaren 80 verkende de JNM’ers het gebied verder en ontdekten ze restanten van waardevolle heischraal graslandvegetaties. Dit lag op het Vlaamse deel van de Sint-Pietersberg, de Tiendeberg. Om deze waardevolle graslanden te herstellen begonnen ze met het openkappen van de grotendeels overwoekerde Tiendeberg. Later werden de geiten en schapen van lokale inwoners ingeschakeld voor het beheer. In 1988 werd de Tiendeberg officieel beschouwd als een natuurreservaat. In 2004 werd het Plateau van Caestert verkocht aan de gemeente. Dit kwam onder beheer van Natuurpunt Riemst en al vlug werd JNM betrokken in het beheer. Later kwam ook Bois d’Enis op de Waalse zijde van de berg in beheer van de JNM. Inmiddels zijn er al meer dan 150 JNM kampen georganiseerd op de Sint-Pietersberg. In 2023 maakte de YouTube artiest Machoman een verzoeknummer voor de JNM’ers die beheerwerken deden aan de Sint-Pietersberg.

## Bekende oud-jeugdbonders van JNM of voorlopers
- Marjolein Acke - muzikant
- Luc Barbé - politicus Groen
- Jan Bosmans - arts, medisch-wetenschappelijke publicist en journalist
- Kobe Boussauw - Professor Ruimtelijke Planning en Mobiliteit aan de VUB
- Peter Brosens - regisseur en producer
- Guido Burggraeve - Auteur
- Adelheid Byttebier - politica Groen, voormalig minister
- Hanne Claes - sprintster
- Dieter Coppens - tv-maker
- Staf Coppens - tv-maker[8]
- Jos D'Haese - politicus PVDA[9]
- Marc De Bel - Jeugdschrijver
- Gaston De Doncker - Politiek academicus, journalist, schrijver en columnist
- Marita De Sterck - jeugdauteur en antropoloog
- Dirk Draulans - journalist, auteur en tv-bioloog
- Vera Dua - politica Groen, voormalig minister
- Tine Hens - journaliste en columniste
- Gerard Herman - kunstenaar
- Eckhart Kuijken - Bioloog
- Harlind Libbrecht - muzikant Kadril
- Peter Libbrecht - muzikant Kadril
- Mies Meulders - radio- en tv-maakster, actrice en zangeres
- Bart Meuleman - dichter, theatermaker en schrijver
- Lyle Muns - activist[10]
- Frank Nuyts - componist
- Philip Polk - Bioloog
- Patrick Riguelle - muzikant Kadril en DLS band[11]
- Johan Sauwens - politicus CD&V, voormalig minister
- Dirk Swartenbroekx (Buscemi) - dj en muzikant
- Roos Van Acker - radio- en tv-presentatrice en zangeres
- Siel Van der Donckt - onderzoeksjournalist, auteur en voormalig nieuwspresentatrice VRT
- Tom Van Dyck - acteur en regisseur
- Hans Van Dyck - Bioloog[12]
- Maarten Vangramberen - sportjournalist
- Luc Vankrunkelsven - Vlaamse norbertijn en landbouwpublicist
- Hendrik Vos - politicoloog aan de UGent[13]
- Luc Zeebroek (Kamagurka) - cartoonist, komiek, striptekenaar, muzikant en schilder
- Geertrui Windels - politica CD&V[14]

## Trivia
- Sinds 1991 zijn JNM kampen vegetarisch[15].
- Op het zomercongres van 2024 werd beslist dat JNM vanaf september 2025 overschakelt naar volledig plantaardig eten[16].
- Vanwege JNM's engagement voor natuur en jeugd doneerde Paul Simon 25.000 dollar aan JNM tijdens zijn afscheidstournee.[17]